# Сливин, Николай Павлович
Николай Павлович Сливин — советский хозяйственный, государственный и политический деятель, Герой Социалистического Труда. Принадлежит к плеяде первопроходцев легендарного Самотлорского нефтяного месторождения. Один из первых операторов по добыче нефти и газа, начинавших освоение нефтяного гиганта.

## Биография
Родился 6 декабря 1925 года в селе Красноивановка (сейчас это Колдыбанский район Самарской области). Русский. Из крестьян. Окончил 7 классов сельской школы.
С началом Великой Отечественной войны, с 1941 года работал в колхозе «Путь к социализму» в посёлке Красная Нива Куйбышевской области.
В ноябре 1943 года призван в Красную Армию Пестравским районным военкоматом Куйбышевской области. 
Участник Bеликой Отечественной войны с 20 сентября 1944 года. Воевал пулемётчиком в 732-м и в 801-м стрелковых полках 235-й стрелковой дивизии 43-й армии на 3-м Белорусском фронте.
Отличился в ходе Восточно-Прусской операции. Так, в бою 19 января 1945 года, выкатил под огнём свой станковый пулемёт на открытую позицию, подавил огневую точку и уничтожил 7 солдат врага, обеспечив успешное продвижение подразделений.
В бою 6 марта 1945 года был ранен.
С 15 по 17 апреля 1945 года на Земландском полуострове, действуя в составе танкового десанта, пулемётным огнём подавил 3 пулемётные точки, гранатами уничтожил 4-х солдат врага. Кроме того, лично захватил в плен 7 солдат и 1 офицера.
Окончил войну командиром пулемётного расчёта в звании старшего сержанта. Награждён 2 боевыми орденами.

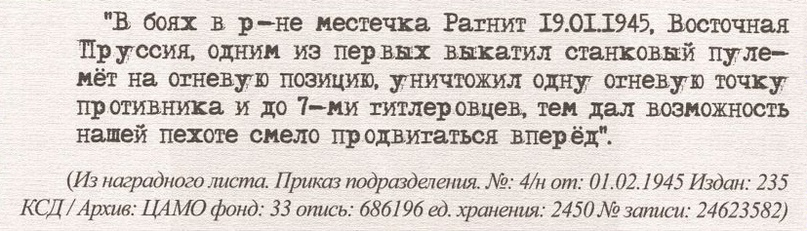

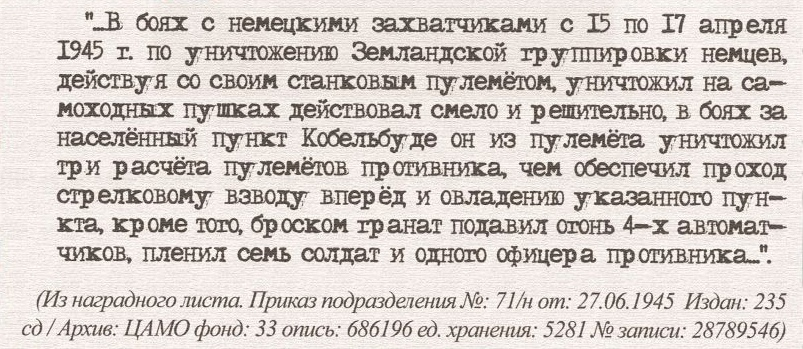

После войны продолжал военную службу ещё 5 лет. В 1950 году демобилизован.
С 1950 года работал пожарным в военизированной пожарной охране Управления МВД по Куйбышевской области.
С 1953 года работал оператором Новокуйбышевского нефтеперерабатывающего завода, затем оператором по добыче нефти и газа в нефтедобывающем управлении «Чапаевскнефть» Куйбышевской области.

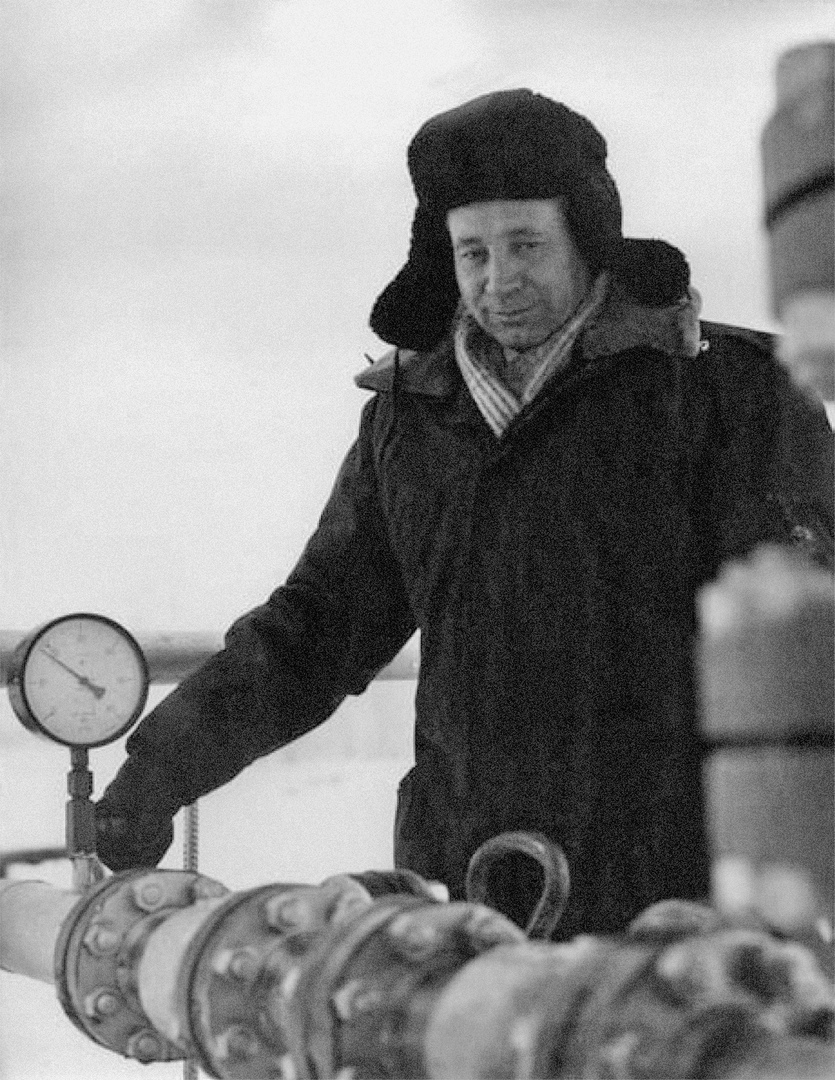
Николай Сливин на Самотлоре

В 1968 году, будучи уже опытным специалистом, Николай Павлович перевёлся оператором по добыче нефти и газа в  НГДУ «Мегионнефть»  Главтюменнефтегаза. Как раз в этот период было принято решение о начале промышленной разработки Самотлорского месторождения.
Иван Рынковой, начальник первого нефтепромысла Самотлора, вспоминал, как на собрании коллективу объясняли, насколько сложно будет решать вопросы по освоению самого крупного в стране месторождения.
— Мы объяснили, какие задачи стоят перед нами и что там будет работать намного труднее, чем при освоении Мегионского и Ватинского месторождений, — рассказывал Иван Иванович. — В ходе собрания коммунист Михаил Лазарев, оператор по добыче нефти 5 разряда, попросил слово и сказал: «Я коммунист и считаю, что должен быть там, где трудно, поэтому прошу послать меня работать на Самотлор. Я оправдаю доверие». За ним выступили другие коммунисты Николай Нюняйкин, Александр Суздальцев, Николай Сливин и попросили послать их работать на Самотлор. Мы поставили их на самые ответственные места.
2 апреля 1969 года Самотлор дал первую промышленную нефть из скважины № 200, пробурённой буровым мастером Степаном Повхом. Вахту в этот день нёс оператор по добыче нефти и газа Николай Сливин. Именно он и принял первую нефть Самотлора.
В марте 1973 года скважина № 335 первой в Тюменской области выдала 1 миллион тонн нефти. Её обслуживала бригада операторов по добыче нефти и газа, в составе которой трудился Николай Сливин, а проходку за несколько лет до этого обеспечила бригада бурового мастера Степана Повха.

30 декабря этого же года за проявленную доблесть и достижение выдающихся успехов в освоении Самотлорского месторождения Николаю Павловичу Сливину было присвоено звание Героя Социалистического Труда со вручением ордена Ленина и золотой медали «Серп и Молот».
— Николай Павлович заслуженно получил такое высокое поощрение, — уверен первопроходец Евгений Васильевич Большагин, который в те годы возглавлял один из нефтедобывающих цехов на Самотлоре. — Он был сдержанным, спокойным и очень старательным человеком. Поэтому пользовался уважением. Благодаря таким людям Самотлор и стал легендой.
Николай Павлович трудился на Самотлоре до самого выхода на пенсию в 1985 году.
Член ВКП(б)/КПСС с 1945 года. Член Ханты-Мансийского окружного комитета КПСС. Член Тюменского областного совета профсоюзов.
Умер после 1985 года.

## Награды
- Герой Социалистического труда (30.12.1973)
- Орден Ленина (30.12.1973),
- Орден Октябрьской Революции (30.03.1971),
- Орден Отечественной войны 1-й степени (11.03.1985)
- Орден Красной Звезды (1.02.1945),
- Орден Славы 3-й степени (27.06.1945),
- Медали